# Jarentova fontána

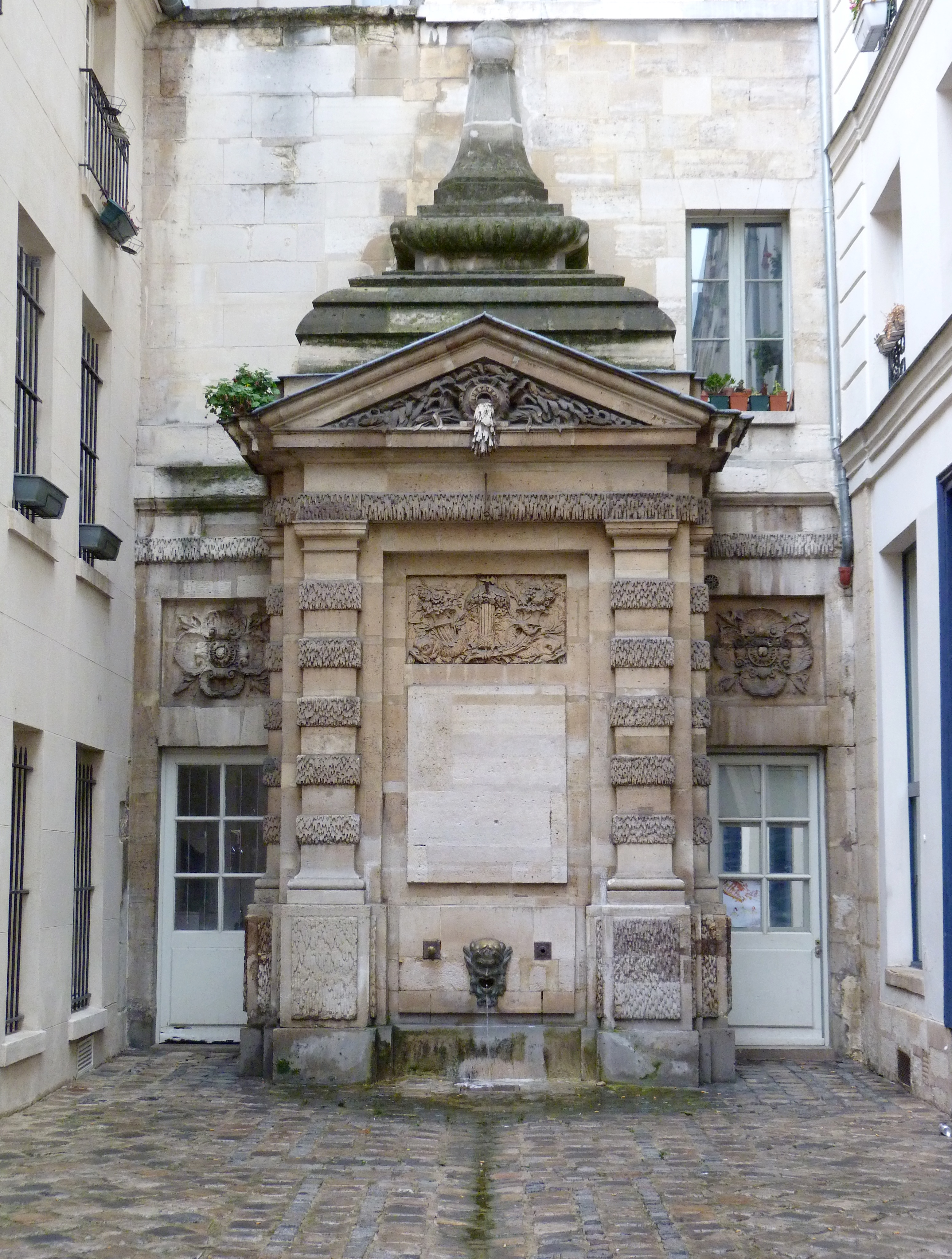
Jarentova fontána

Jarentova fontána (francouzsky Fontaine de Jarente) je fontána v Paříži. Bývá též nazývána Rybárenská fontána (fontaine de la Poissonnerie) podle ulice, ve které se nachází nebo Ormessonova fontána (fontaine d'Ormesson) podle sousední ulice.

## Umístění
Kašna se nachází ve 4. obvodu ve slepé uličce Impasse de la Poissonnerie u křižovatky s ulicí Rue de Jarente, po které nese své jméno.

## Historie
Kašna byla postavena v roce 1783 v rámci přestavby čtvrtě po zboření kláštera Sainte-Catherine-Val-des-Écoliers v letech 1773-1774. Při této příležitosti byly otevřeny nové ulice (Rue de Jarente, Rue d'Ormesson, Rue Necker, Rue Caron) a náměstí Place du Marché-Sainte-Catherine. Fontána vznikla v ulici Impasse de la Poissonnerie pro prodavače ryb (poissonnerie - rybárna), kteří zde měli své obchody.
Od 17. června 1925 je zapsána mezi historickými památkami.

## Popis
Kašna je umístěna u zdi domu na konci slepé ulice. Pramínek vody vytéká nízko nad zemí z maskaronu ve tvaru satyrovy hlavy. Fontána je rámována dvěma pilastry a zakončena trojúhelníkovým frontonem. Je vyzdobena basreliéfem, na kterém je uprostřed svazek prutů se sekyrou (fasces) a delfíni s rohem hojnosti. Po stranách fontány jsou umístěny dvoje dveře umožňující přístup do budovy za ní, nad kterými jsou kamenné růžice. Nad frontonem na zdi je architektonická kompozice ve tvaru pyramidy, která končí ve výšce asi 7 metrů. Fronton je zdoben ústy, ze kterých vytéká proud zmrzlé vody.